# Біжи, кролику, біжи
Run Rabbit Run (укр. Біжи, кролику, біжи) — пісня, яку написали в 1939 році Ноель Гай (музика) і Ральф Батлер (текст). Найвідоміша у виконанні британських музичних коміків — Фленегана (1896—1968) та Аллена (1893—1982).
Приспів цієї пісні звучить так:
Оригінал
Run rabbit — run rabbit — Run! Run! Run!

Run rabbit — run rabbit — Run! Run! Run!

Bang! Bang! Bang! Bang!

Goes the farmer's gun.

Run, rabbit, run, rabbit, run.
Дослівний переклад
Біжи, кролику — Біжи (3)!

Біжи, кролику — Біжи (3)!

Бах! Бах! Бах! Бах!

Фермер палить з рушниці

Біжи, кролику (2), біжи!
Пісня написана для шоу Ноеля — «Сміх маленької собаки» (The Little Dog Laughed), прем'єра якого відбулася 11 жовтня 1939 року — в той час багато театрів Лондона були закриті. Набула особливої популярності в часи Другої світової війни, особливо після того, як Фленеган та Аллен заспівали пародію «Біжи Адольф, Біжи Адольф, Біжи, Біжи, Біжи……»

## Запозичення
Рядок «Run, rabbit run» пізніше з'явився:
- у  другій пісні альбому Dark Side of the Moon гурту Pink Floyd під назвою «Breathe»
- У пісні Bankrobber гурту The Clash.
- В однойменній пісні Rob Zombie

В російському перекладі — «беги, кролик, беги», звучить у піснях
- «Какофония Большого Города» гурту «Белая Гвардия».
- Став назвою пісень гуртів «Вис Виталис», Mujuice, «Zero People».

В українському перекладі — «біжи, кролику, біжи»
- З'являлася на білбордах у Києві на початку грудня 2015 і ЗМІ пояснювалася як заклик до відставки прем'єр-міністра України А. Яценюка.[1][2][3]